# Kabbargi, Kushtagi
Kabbargi là một làng thuộc tehsil Kushtagi, huyện Koppal, bang Karnataka, Ấn Độ.